# Carterventilatie

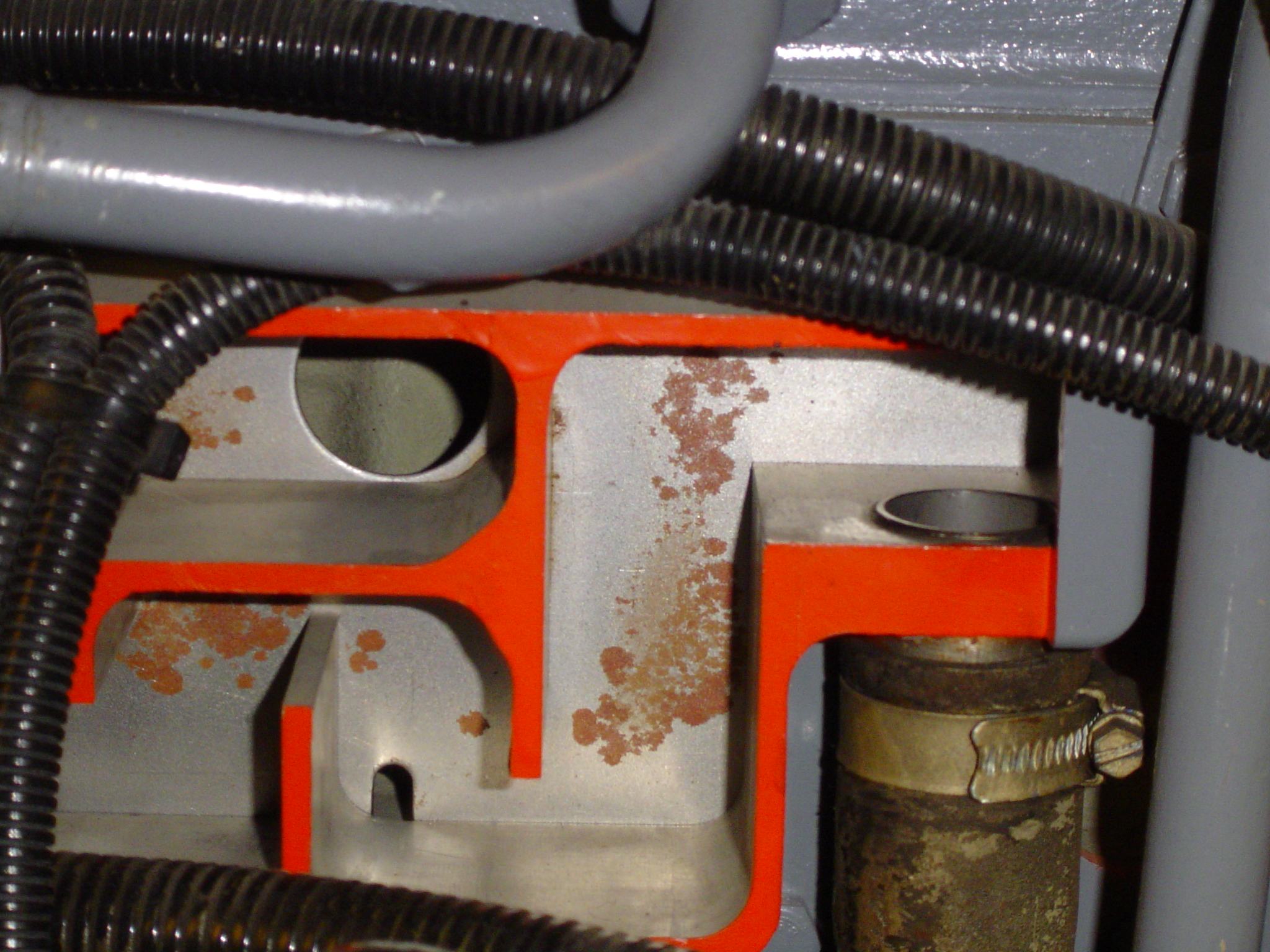
(Opengewerkte) carterventilatie van een vrachtauto: de rubber slang hangt in de rijwind en zorgt voor onderdruk, het labyrint geeft de oliedampen de tijd om af te koelen, te condenseren en terug te vloeien in de motor

Carterventilatie is een systeem bij viertaktmotoren om dampen in het carter af te voeren.
Deze dampen ontstaan voornamelijk doordat er tijdens de compressie- en arbeidsslag van een viertaktmotor benzine\lucht mengsel of verbrandingsgas langs de zuigerveren lekt en onder de zuiger(s) in het carter terechtkomt, vooral bij oudere motoren. Deze dampen bestaan uit onverbrande koolwaterstoffen (benzine), koolmonoxide, stikstofoxiden, lucht, olie- en waterdamp (door condensatie in een koude motor). Zonder goede carterventilatie kan zich ook black sludge vormen in de motor.
Doordat er steeds meer damp in het carter komt, ontstaat een overdruk, die uiteindelijk een weg zou zoeken langs oliekeerringen en pakkingen waarbij olielekkage zou kunnen ontstaan. Om overdruk te voorkomen, worden de dampen afgezogen. Dit gebeurde lange tijd door een open pijp en de rijwind.
Om emissies naar de atmosfeer te beperken is dit systeem later gesloten uitgevoerd waarbij verse lucht wordt aangezogen via het luchtfilter en de onderdruk in het inlaatspruitstuk. De carterdamp wordt verbrand in de motor. Dit heet 'positieve-' of 'geforceerde carterventilatie', of, in het Engels, Positive Crankcase Ventilation (PCV).